# Puyo Pop Fever
Puyo Pop Fever, также вышедшая в Японии под названием Puyo Puyo Fever (яп. ぷよぷよフィーバー, Пуё Пуё Фива) — компьютерная игра в жанре головоломки, разработанная студией Sonic Team и выпущенная компанией Sega в 2003 году. Является пятой основной частью серии Puyo Puyo и второй игрой серии, созданной Sonic Team после банкротства оригинального разработчика — компании Compile. Игра положила начало перезапуску франшизы с новым сюжетом о пропаже летающего посоха профессора Аккорд.
Sega, получившая права на персонажей серии от Compile в 1998 году и полные права в 2001 году, выпустила все японские версии игры, а также издала аркадную версию и версию для GameCube на международном рынке. Распространение игры за пределами Японии было ограниченным, некоторые версии выпускались другими издателями.
В Северной Америке были выпущены версии для GameCube и Nintendo DS, причём издателем последней выступила компания Atlus. В Европе, помимо этих версий, вышли варианты для PlayStation 2, Xbox, Game Boy Advance и PlayStation Portable. Версия для Dreamcast вышла эксклюзивно в Японии 24 февраля 2004 года, почти через три года после прекращения производства игровой системы.
В версиях для GameCube, Xbox и PlayStation 2 использовались трёхмерные модели пуйо вместо спрайтов, применявшихся в остальных версиях.

## Сюжет
Сюжет игры разворачивается вокруг пропажи Летающего посоха — магического предмета, принадлежащего преподавателю Магической школы Примп госпоже Аккорд. Предлагая награду за находку, она побуждает учеников начать поиски. Игроку доступны две сюжетные линии, различающиеся по сложности и составу встречаемых персонажей: за Амити или за Раффин. В случае выбора Раффин обнаруживается, что исчезновение посоха было инсценировано госпожой Аккорд. Попытка Раффин разоблачить обман и участие в нём существа по имени Попои заканчивается тем, что госпожа Аккорд стирает её память об инциденте. История завершается пробуждением Раффин возле школы, где её встречают Амити с друзьями.

## Игровой процесс
Механика игры наследует основные элементы Puyo Puyo. На прямоугольном поле размером 6×12 клеток игрок размещает спускающиеся группы цветных объектов (пуйо). Группа из четырёх или более пуйо одного цвета, расположенных рядом друг с другом, уничтожается. После уничтожения группы вышерасположенные пуйо опускаются вниз, что может привести к формированию новых групп и запуску цепной реакции.
При уничтожении групп пуйо игрок получает очки и отправляет противнику «мусорные» пуйо. Количество готовых упасть мусорных пуйо отображается специальными символами на шкале над игровым полем. Мусорные пуйо, в отличие от обычных, не имеют цвета и могут быть уничтожены только при исчезновении соседних цветных пуйо. Они выпадают группами по 30 штук (один «камень») в случае, если игрок не создаёт цепную реакцию. Поражение наступает при заполнении игрового поля, что происходит либо из-за невозможности создать группы, либо, что случается чаще, в результате падения большого количества мусорных пуйо.
Нововведением в игровой механике является режим Fever («лихорадка»), активируемый при заполнении специальной шкалы в центре экрана. Заполнение происходит при нейтрализации атак противника: каждая цепная реакция добавляет одно деление к шкале Fever. При активации режима игровое поле очищается, и на нём появляется заранее сконструированная комбинация пуйо. В течение ограниченного времени игрок должен найти начальную точку для запуска масштабной цепной реакции, позволяющей атаковать противника. После выполнения комбинации появляется новая, более сложная головоломка. Процесс продолжается до истечения времени режима, после чего игрок возвращается к исходному состоянию поля.
Версия Nintendo DS поддерживает от 2 до 8 игроков, в отличие от других, которые поддерживают только 2 или 4. В этом режиме можно играть за любого доступного персонажа.
Существует также бесконечный режим, в котором можно практиковать режим лихорадки, выполнять небольшие задания по мере их выполнения или играть в оригинальную игру. Однако сетка и все четкие правила остаются такими же, как и при лихорадке, поэтому она не совсем классическая.

## Отсылки и пародии
В игре Sega Superstars представлена модификация Puyo Pop Fever с изменённой механикой. Игроки используют движения тела для направления пуйо в ёмкости соответствующего цвета. При попадании появляющихся бомб в ёмкости происходит уменьшение набранных очков.
В Sega Superstars Tennis включена мини-игра на основе Puyo Pop Fever. Игроки уничтожают пуйо, попадая по ним мячом. При попадании в пуйо, соприкасающийся с пуйо того же цвета, уничтожаются все соединённые элементы с начислением дополнительных очков. Периодически появляются мусорные пуйо, не реагирующие на прямое попадание мяча, но исчезающие при уничтожении соседних цветных пуйо. Мини-игра проходит на уровне, основанном на Nights into Dreams.

## Критика
| Сводный рейтинг | Сводный рейтинг | Сводный рейтинг | Сводный рейтинг |
| Издание         | Оценка          | Оценка          | Оценка          |
| Издание         | DS              | GC              | PSP             |
| --------------- | --------------- | --------------- | --------------- |
| GameRankings    | 74,14 %         | 72,54 %         | 67 %            |
| Metacritic      | 76/100          | 72/100          | 68/100          |

В рейтинге «The 100 Best Games To Play Today» издания Edge игра заняла 64-ю позицию. Издание подчеркнуло контраст между визуальным оформлением и глубиной игрового процесса, где за внешней простотой скрывается комплексная система цепных реакций и множителей очков.